# Channa marulius
El pez cabeza de serpiente cobra (Channa marulius) es una especie nativa del Sureste Asiático pero ha sido introducido en otros países. En la India es frecuente en embalses. Es una especie capaz de respirar en el aire.
En España es una especie invasora incluida en el Anexo del Real Decreto 630/2013, de 2 de agosto, por el que se regula el listado y catálogo español de especies exóticas invasoras.
Son capaces de permanecer un par de días fuera del agua y pueden atacar incluso personas, siendo posibles las mordeduras a los pescadores cuando lo capturan.

## Usos
Es un pez comercial que se pesca para su consumo en economías de subsistencia. En la India los alevines se recogen en redes y se echan en los pozos de riego superficiales, donde los alimentan con desperdicios domésticos y alcanzan una longitud de 30 cm en un año, momento en que los trasladan vivos al mercado para su venta.
También es empleado por en acuariología en acuarios públicos.